# Григорово (Пригородное сельское поселение)
Григорово — деревня в Переславском районе Ярославской области.
Постоянное население на 1 января 2007 года 25 человек.

## История
В 1609 году вотчинная деревня Данилова монастыря в Конюцком стане. В Смутное время дворы этой деревни «сожгли воры литовские люди». Часть григоровских крестьян были беглые из вотчины князя Трофима Фёдоровича Барятинского, который уступил их в 1688 году Данилову монастырю.